# Folklore: The Long Pond Studio Sessions
Folklore: The Long Pond Studio Sessions (estilizado en minúsculas) es una película documental de 2020 dirigida, producida y protagonizada por la cantautora y actriz estadounidense Taylor Swift. Se estrenó el 25 de noviembre de 2020 en Disney+. En la película, se ve a Swift y a parte de su equipo interpretar las 17 canciones de su octavo álbum de estudio, Folklore (2020), mientras explica el proceso creativo detrás de la creación de las canciones con sus coproductores Aaron Dessner y Jack Antonoff. Además de la aparición especial a distancia de Justin Vernon, con quien escribió y cantó la pista número cuatro del álbum, «Exile». Paralelamente al estreno de la película, se lanzó un álbum en vivo de las canciones acústicas interpretadas en el documental.

## Elenco
- Taylor Swift
- Aaron Dessner
- Jack Antonoff
- Justin Vernon

## Producción
La película del concierto marcó la primera vez que Swift, Dessner y Antonoff se reunieron en persona después de ponerse en cuarentena durante varios meses debido a la pandemia de COVID-19. Fuere grabado por seis cámaras sin espejo Panasonic Lumix S1H con lentes Leica incrustadas en el estudio, junto con una cámara robótica Furio. Justin Vernon apareció a través de una transmisión de video para interpretar "Exile" con Swift. 

## Álbum en vivo
Los temas acústicos interpretados en el documental se lanzaron en un álbum en vivo —que sirvió como banda sonora— titulado Folklore: The Long Pond Studio Sessions (from the Disney+ Special), lanzado través de plataformas digitales el 25 de noviembre de 2020, junto al filme. Está formado por dos discos: los temas en vivo constituyen el segundo disco, mientras que el álbum de estudio original en su versión de lujo es el primer disco.

### Lista de canciones
Todas las canciones del disco 2 fueron producidas por Aaron Dessner.

| Disco 1: Folklore — Edición de lujo |                                   |                                       |                           |          |  |
| N.º                                 | Título                            | Escritor(es)                          | Productor(es)             | Duración |  |
| 1.                                  | «The 1»                           | Taylor Swift y Aaron Dessner          | Dessner                   | 3:30     |  |
| 2.                                  | «Cardigan»                        | Swift y Dessner                       | Dessner                   | 3:59     |  |
| 3.                                  | «The Last Great American Dynasty» | Swift y Dessner                       | Dessner                   | 3:51     |  |
| 4.                                  | «Exile» (junto a Bon Iver)        | Swift, William Bowery y Justin Vernon | Dessner                   | 4:45     |  |
| 5.                                  | «My Tears Ricochet»               | Swift                                 | Jack Antonoff y Swift     | 4:15     |  |
| 6.                                  | «Mirrorball»                      | Swift y Antonoff                      | Antonoff y Swift          | 3:29     |  |
| 7.                                  | «Seven»                           | Swift y Dessner                       | Dessner                   | 3:28     |  |
| 8.                                  | «August»                          | Swift y Antonoff                      | Antonoff y Swift          | 4:21     |  |
| 9.                                  | «This Is Me Trying»               | Swift y Antonoff                      | Antonoff y Swift          | 3:15     |  |
| 10.                                 | «Illicit Affairs»                 | Swift y Antonoff                      | Antonoff y Swift          | 3:10     |  |
| 11.                                 | «Invisible String»                | Swift y Dessner                       | Dessner                   | 4:12     |  |
| 12.                                 | «Mad Woman»                       | Swift y Dessner                       | Dessner                   | 3:57     |  |
| 13.                                 | «Epiphany»                        | Swift y Dessner                       | Dessner                   | 4:49     |  |
| 14.                                 | «Betty»                           | Swift y Bowery                        | Dessner, Antonoff y Swift | 4:54     |  |
| 15.                                 | «Peace»                           | Swift y Dessner                       | Dessner                   | 3:54     |  |
| 16.                                 | «Hoax»                            | Swift y Dessner                       | Dessner                   | 3:40     |  |
| 17.                                 | «The Lakes» (bonus track)         | Swift y Antonoff                      | Antonoff y Swift          | 3:32     |  |
| 67:01                               |                                   |                                       |                           |          |  |

| Disco 2: Folklore: The Long Pond Studio Sessions (From The Disney+ Special) |                                                                   |                        |          |  |
| N.º                                                                         | Título                                                            | Escritor(es)           | Duración |  |
| 1.                                                                          | «The 1» (The Long Pond Studio Sessions)                           | Swift y Dessner        | 3:39     |  |
| 2.                                                                          | «Cardigan» (The Long Pond Studio Sessions)                        | Swift y Dessner        | 3:50     |  |
| 3.                                                                          | «The Last Great American Dynasty» (The Long Pond Studio Sessions) | Swift y Dessner        | 3:52     |  |
| 4.                                                                          | «Exile» (junto a Bon Iver) (The Long Pond Studio Sessions)        | Swift, Bowery y Vernon | 4:39     |  |
| 5.                                                                          | «My Tears Ricochet» (The Long Pond Studio Sessions)               | Swift                  | 4:55     |  |
| 6.                                                                          | «Mirrorball» (The Long Pond Studio Sessions)                      | Swift y Antonoff       | 3:57     |  |
| 7.                                                                          | «Seven» (The Long Pond Studio Sessions)                           | Swift y Dessner        | 3:28     |  |
| 8.                                                                          | «August» (The Long Pond Studio Sessions)                          | Swift y Antonoff       | 4:20     |  |
| 9.                                                                          | «This Is Me Trying» (The Long Pond Studio Sessions)               | Swift y Antonoff       | 3:29     |  |
| 10.                                                                         | «Illicit Affairs» (The Long Pond Studio Sessions)                 | Swift y Antonoff       | 3:03     |  |
| 11.                                                                         | «Invisible String» (The Long Pond Studio Sessions)                | Swift y Dessner        | 4:17     |  |
| 12.                                                                         | «Mad Woman» (The Long Pond Studio Sessions)                       | Swift y Dessner        | 3:58     |  |
| 13.                                                                         | «Epiphany» (The Long Pond Studio Sessions)                        | Swift y Dessner        | 4:34     |  |
| 14.                                                                         | «Betty» (The Long Pond Studio Sessions)                           | Swift y Bowery         | 4:50     |  |
| 15.                                                                         | «Peace» (The Long Pond Studio Sessions)                           | Swift y Dessner        | 3:34     |  |
| 16.                                                                         | «Hoax» (The Long Pond Studio Sessions)                            | Swift y Dessner        | 3:41     |  |
| 17.                                                                         | «The Lakes» (The Long Pond Studio Sessions)                       | Swift y Antonoff       | 3:19     |  |
| 67:00                                                                       |                                                                   |                        |          |  |

Notas
- Todos los títulos de las canciones están estilizados en minúsculas.

### Charts
| Chart (2023)                                                | Peak position |
| ----------------------------------------------------------- | ------------- |
| Australia (ARIA)                                            | 24            |
| Bélgica (Ultratop flamenca)                                 | 126           |
| Dinamarca (Hitlisten)                                       | 12            |
| Países Bajos (Album Top 100)                                | 3             |
| Hungría (MAHASZ)                                            | 5             |
| Irlanda (OCC)                                               | 6             |
| Nueva Zelanda (RMNZ)                                        | 24            |
| Escocia (Scottish Albums Chart)                             | 1             |
| Suecia (Sverigetopplistan)                                  | 5             |
| Reino Unido (UK Albums Chart)                               | 4             |
| Estados Unidos (Billboard 200)                              | 3             |
| Estados Unidos (Soundtrack Albums)                          | 1             |
| Estados Unidos (Top Alternative Albums)                     | 1             |
| Estados Unidos US Top Rock & Alternative Albums (Billboard) | 1             |
| Estados Unidos (Top Tastemaker Albums)                      | 1             |